# مهندسی فرایند

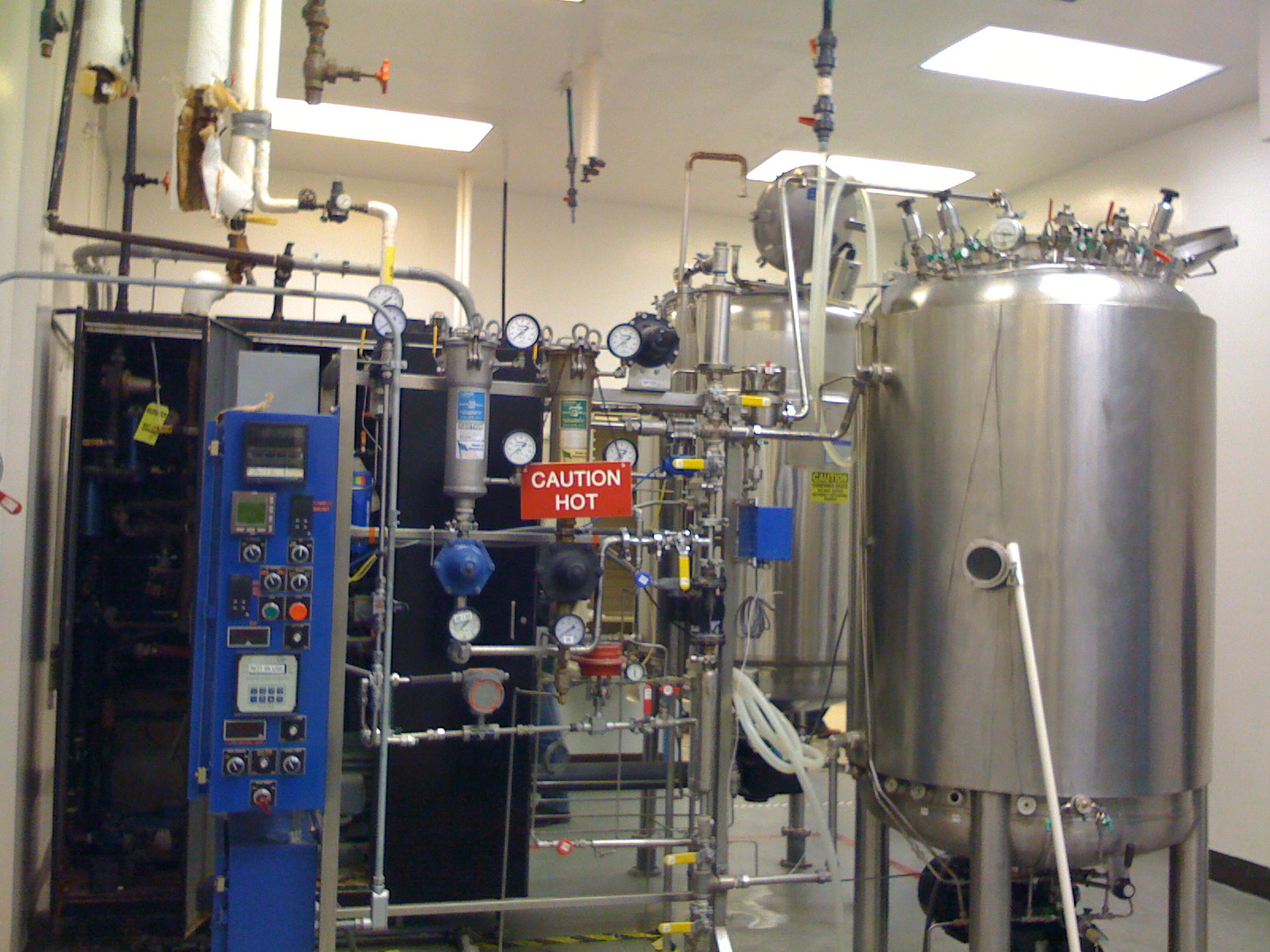
تاسیسات مهندسی فرایند

مهندسی فرایند (به انگلیسی: Process Engineering) از شاخه‌های مهندسی است، که به طراحی، بهره‌برداری، کنترل، بهبود و بهینه‌سازی فرایندهای شیمیایی، فیزیکی و زیستی می‌پردازد. مهندسی فرایند شامل طیف گسترده‌ای از صنایع شیمیایی، پتروشیمی، مهندسی کشاورزی، مهندسی معدن، مواد پیشرفته، صنایع غذایی، دارویی، توسعه نرم‌افزار و بیوتکنولوژی می‌شود.
مهندسی فرایند شامل ترجمه نیازهای خریداران، به دستگاه‌ها و ابزارهای ساخت است، تا مواد خام را به موادی با ارزش افزوده تبدیل نماید، که به گام بعدی زنجیره تأمین مواد (مرحله بسته‌بندی) می رسد. در برخی فرایندهای در حجم‌های بزرگ‌تر مانند پالایشگاه‌های نفت، گرایش به انتقال فراورده، با شبکه ترابری (جاده‌ای یا ریلی) هست، که بدین گونه فراورده، به خریداران بزرگ یا پخش کنندگان هدایت می‌شود. 
پیش از ساخت، کارهای طراحی مهندسی فرایند با یک نمودار بلوکی آغاز می‌شود، که مواد، عملیات واحد و عملیات انتقال موردنیاز، در آن نشان داده می‌شود. سپس کارهای طراحی انجام می‌شود تا یک نمودار جریان فرایند (PFD) ایجاد شود. در این نمودار مسیر جریان مواد، تجهیزات ذخیره‌سازی (مانند تانک‌ها و سوله‌ها) عملیات واحد یا انتقال (مانند برج‌های تقطیر، تانک‌های اصلی و یا دریافت کننده، آمیزنده‌ها، جدا کننده‌ها و پمپ‌ها) همچنین میزان دبی‌ها روشن می‌گردد. سپس نمودارهای روند فرایند برای گسترش نمودار خطوط لوله و ابزار دقیق (P&ID) بکار می رود، که دارای اطلاعات اندازه خطوط لوله و تسمه نقاله می‌باشد، تا دبی‌های دلخواه و کنترل‌های فرایندی نیز فراهم شوند. سپس نمودارهای خطوط لوله و ابزار دقیق، همچون پایه ای برای گسترش "راهنمای عملیات سامانه" به کار گرفته می شوند، که عملیات فرایند را بیان می‌کند.

## حوزه های اصلی فعالیت مهندسی فرآیند
فعالیت مهندسان فرآیند را می توان در چند بخش تقسیم بندی کرد:
- طراحی فرآیند: ایجاد شبکه‌های بازیابی انرژی، ایجاد برج‌های تقطیر (آزوتروپیک)، ایجاد شبکه راکتورها، طراحی کارخانه‌های چندمحصولی ناپیوسته.
- کنترل فرآیند: کنترل مقاوم، کنترل غیرخطی، کنترل فرآیند آماری، مانیتورینگ فرآیند، کنترل برپایه ترمودینامیک.
- عملیات واحد: زمان‌بندی برای شبکه‌ای از فرآیندها، طرح‌ریزی و بهینه‌سازی دوره‌ای، تطبیق داده‌ها، بهینه‌سازی آنی، عیب‌یابی.
- ابزارهای کمکی: شبیه‌سازی‌های ماژول‌های متوالی، شبیه‌سازی‌های بر پایه تعادل، برنامه‌نویسی غیرخطی (NLP) در مقیاس وسیع، بهینه‌سازی معادلات دیفرانسیل (DAE)
- اقتصاد فرآیند: که شامل استفاده از نرم افزارهای شبیه سازی مانند ASPEN برای یافتن نقطه سربه سر، ارزش خالص کنونی، هزینه نهایی، زمان بازگشت سرمایه کارخانه پس از تبادلات جرم و انرژی است.
- تجزیه و تحلیل داده های فرآیندی: ترکیب روش های آنالیز داده و یادگیری ماشین به منظور یافتن راه حل برای مشکلات فرآیندی.